# Chó săn xám Ba Lan
Chó săn xám Ba Lan (tiếng Anh: Polish Greyhound, tiếng Ba Lan: chart polski, phát âm [xart ˈpɔlskʲi]) là một giống chó thuộc loại sighthound có nguồn gốc ở Ba Lan. Nó được gọi là Polish Greyhound (Chó săn xám Ba Lan), mặc dù nó không phải là một tương đối trực tiếp của giống chó Greyhound.

## Ngoại hình
Chó săn xám Ba Lan có bộ lông ngắn, mượt và nhiều màu. Bộ lông của giống chó này hơi nặng hơn bộ lông của giống chó Greyhound. Chúng có lớp lông dày hơn vào mùa đông. Chó săn xám Ba Lan có lông dài như bàn chải trên đuôi và có culottes ở phía sau đùi của nó. Trung bình chó săn xám Ba Lan nặng khoảng 27–41 kg, và có chiều cao là 69–81 cm. Chó săn xám Ba Lan có bộ lông đôi phủ mịn, không phân biệt mùa vụ nào, khắc nghiệt khi chạm vào trong khi cung cấp lớp cách nhiệt tuyệt vời. Chó săn xám Ba Lan là một giống chó săn dai dẳng, với cái cổ dài và khá cơ bắp. Đôi mắt hình hạnh nhân lớn và nghiêng, và các điểm của xương hông cách xa nhau Hai chân sau di chuyển gần nhau hơn khi con chó đang di chuyển.

## Sử dụng
Chó săn xám Ba Lan được sử dụng để săn những động vật nhỏ như thỏ rừng, hoặc lớn hơn là sói.

## Phổ biến
Do kích thước và yêu cầu của nó nên chó săn xám Ba Lan không phổ biến ở Ba Lan như các giống chó săn khác.